# Software Engineering Institute
O Software Engineering Institute (SEI) é um centro de pesquisa e desenvolvimento patrocinado pelo Departamento de Defesa dos Estados Unidos que provê uma prática avançada de engenharia de software qualificando graus de qualidade de software.